# Gabriela Benavides Cobos
Gabriela Benavides Cobos (Ciudad de México, México, 12 de noviembre de 1977) es una política y abogada mexicana militante del Partido Verde Ecologista de México que actualmente es Senadora de la República por el estado de Colima electa por el principio de Primera Minoría y fue la Presidente municipal de Manzanillo para el trienio 2015 a 2018. En ese lugar ha laborado en la función pública como Secretaria del Ayuntamiento, regidora y en 2012, diputada local por el distrito XII en la LVII Legislatura del Congreso del Estado de Colima.

## Familia y formación
Benavides nació el 12 de noviembre de 1977 en la capital de la República Mexicana. Hermana de María Elizabeth, Mauro y Carlos; es la penúltima de los hijos del médico Mauro Benavides Ledesma (1950), pediatra egresado de la UNAM, y María Elizabeth Cobos Chávez (1953), dedicada al comercio y a las labores domésticas. En 1983, cuándo tenía seis años, su padre fue reubicado a la clínica del Instituto Mexicano del Seguro Social en el puerto de Manzanillo, dónde la familia vive desde entonces.
Fue ahí donde cursó sus estudios de educación básica en planteles federales: en la primaria Pedro Sainz de Baranda y en la Escuela Secundaria N° 1 Mariano Miranda Fonseca. Para proseguir con su formación, en 1992 se trasladó a la capital del estado e ingresa al Bachillerato Técnico N°2 donde estudia el tronco común, en 1993 ingresa al Bachillerato Técnico No. 1 en el área de humanidades para más tarde, en 1995, matricularse en la Facultad de Derecho de la Universidad de Colima, de donde se graduó en el año 2000.

## Carrera política
Siendo estudiante universitaria, en 1996 Benavides ingresó al servicio público en calidad de auxiliar de la defensoría de oficio bajo las órdenes del abogado Juan Delgado Barrera en el Juzgado Tercero de lo Penal del municipio de Villa de Álvarez. Al año siguiente es designada oficial secretario de la Procuraduría General de Justicia del estado, cargo que desempeñó hasta 2003 cuándo fue invitada a formar parte del cuerpo de asesores de la Comisión de Derechos Humanos del Congreso del Estado que presidía el diputado Antonio Álvarez Macías en la LIV Legislatura del Congreso del Estado de Colima. En 2004 se afilió al Partido Acción Nacional. Tras los comicios de julio de 2006 donde salió electo Virgilio Mendoza para presidir el Ayuntamiento de Manzanillo, Benavides se integró a su gabinete como Secretaria del mismo. En la siguiente administración encabezada por Nabor Ochoa, fue regidora de 2009 a 2012. Fungió como presidente del Comité Directivo del PAN en Manzanillo entre 2010 y 2011, siendo Consejera Estatal del mismo de 2010 a 2013.

### Diputada local distrito XII (2012-2015)
El 19 de febrero de 2012 se llevó a cabo una elección interna a nivel estatal en el PAN para elegir candidatos para ayuntamientos, diputaciones y senadurías. En ellas, Benavides compitió por una diputación federal plurinominal contra sus compañeros Martha Sosa, Jesús Dueñas, Patricia Lugo, Elías Martínez y Humberto Ladino; quedando en el cuarto lugar de la elección con 1038 votos. El 11 de marzo de ese año, en otra elección interna del partido en Manzanillo, Benavides triunfó sobre su compañero Gerardo Galván Pinto para contender por la diputación local del distrito XII en la LVII Legislatura del Congreso del Estado de Colima.
Después de una intensa campaña por las cinco delegaciones y tres zonas rurales que abarcan el distrito; Benavides triunfó en los comicios del 2 de julio de 2012 sobre su más cercano contrincante, el regidor Martín Topete Palomera del Partido Revolucionario Institucional. El 10 de julio recibió de parte del Instituto Electoral del Estado de Colima la constancia de mayoría que la acreditaba como diputada electa, cargo que asumió el 1 de octubre de 2012. Ya en el Congreso, fue presidente de la Comisión de Planeación de Desarrollo Urbano y Vivienda, secretaria de la Comisión de Responsabilidades e integrante de la Comisión de Vigilancia.

#### Labor legislativa (2012-2014)
Como diputada, Benavides gestionó iniciativas en beneficio social que fueron aprobadas en su mayoría por el Congreso del Estado. Para su municipio, logró que se condonara el 100% de las multas y recargos por concepto del pago del agua para quiénes se habían atrasado, proyecto que más adelante fue instrumentado en todo Colima. Asimismo, participó en la reforma a la Ley de Tarifas de Agua para que a los pequeños comerciantes manzanillenses con negocios en sus domicilios particulares pagaran la cuota doméstica en lugar de la de comercios, con el propósito de apoyarlos en la captación de mejores ingresos.
A nivel estatal, presentó la iniciativa que consiguió que el gobierno absorbiera en su totalidad las multas y recargos del pago del impuesto predial de quiénes se hubieran atrasado. Colaboró además en la reforma a la Ley de Transporte de Seguridad Vial en materia de regulación de los costos por concepto de arrastre de grúa y corralón para qué, al presentarse la necesidad de retener algún vehículo, el propietario conozca exactamente lo que el gobierno debe cobrar.  Asimismo, Benavides fue una de las impulsoras de modificar la Ley de Educación estatal para que se estableciera que las cuotas escolares son voluntarias. En materia de Derechos Humanos, en su gestión se consiguió que se atendieran de oficio las denuncias contra quiénes violentaran a la mujer ya que, con anterioridad, la agredida debía ir presencialmente al Ministerio Público a levantar su queja.
Otras iniciativas propuestas por Benavides que no fueron aprobadas son acceso al seguro social para los trabajadores del servicio de transporte público, derogar la tenencia vehicular y regular el impuesto predial para que no aumente el 10% anual.

#### Programa "Acércate a Gaby Benavides"
El proyecto nació a partir de la necesidad de tener constante comunicación con las personas del municipio al que Benavides representaba, así como hacerles llegar los beneficios sociales a los que son acreedores. Simultáneamente a sus labores en el Congreso del Estado, Benavides y su equipo organizaron brigadas de limpieza, manutención y restauración de varias zonas de Manzanillo. Asimismo, instrumentó más de 20 brigadas comunitarias para que atendieran todas las delegaciones y comunidades del municipio en materia de consultas médicas y corte de pelo gratuito, asesoría legal, talleres de manualidades para las jefas de familia, pintura en yeso para niños, ropa y calzado a bajo precio, entre otros. De su propio dinero, Benavides y su equipo subsidiaron el entregar mensualmente a las familias más necesitadas del municipio despensas a bajo costo, así como la entrega de uniformes y material deportivo para los jóvenes.

### Candidata a la Presidencia Municipal de Manzanillo (2015)
Aunque desde 2014 se venía hablando de que ella era la predilecta del Partido Acción Nacional para contender por la Presidencia Municipal de Manzanillo, fue hasta el 10 de febrero de 2015 que Benavides hizo púbicas sus intenciones. Un día después, a las 18:00 horas se registró como candidata en la sede del Comité Directivo Estatal de su partido. En las semanas siguientes, el 1 de abril Benavides solicitó su registro legal como candidata a la alcaldía ante el consejo municipal del Instituto Electoral del Estado.
En los siguientes meses, Benavides recorrió todo el municipio para convencer a la ciudadanía de su proyecto. Durante el proceso prometió dar continuidad a los programas sociales: becas de excelencia, apoyo a madres solteras, casa del estudiante, becas académicas, transporte gratuito y equipamiento a la policía municipal. Asimismo, dijo que en su gobierno se mejoraría el mantenimiento de calles, alumbrado y servicios públicos. El martes 2 de junio en medio de 15,000 personas y acompañada por los líderes panistas Gustavo Madero Muñoz, Ricardo Anaya Cortés, Santiago Creel y el candidato a gobernador Jorge Luis Preciado; Benavides dio por cerrada su campaña electoral.
El 7 de junio se llevaron a cabo las elecciones para la presidencia municipal de Manzanillo, en las que por un error de logística, Benavides no apareció en el padrón electoral y no pudo votar. En el transcurso de ese día se dio a conocer que iba arriba de su más cercano contrincante priísta Francisco Zepeda. Al día siguiente, sin tenerse el cómputo total de las casillas, el Programa de Resultados Electorales Preliminares (PREP) del Instituto Electoral del Estado arrojó que Benavides tenía 35,585 votos contra los 17,966 de Zepeda.

### Presidente municipal de Manzanillo (2015-2018)
El 19 de junio, Benavides recibió de manos del consejo local del Instituto Electoral del Estado (IEE) la constancia de mayoría que la acredita como Presidente municipal de Manzanillo para el trienio que iniciará el 15 de octubre de 2015. A ese día, concluyéndose la digitalización de todas las actas del municipio, se dio a conocer que ella había triunfado con 39,812 votos contra los 22,672 de su cercano contrincante priísta Francisco Zepeda. El 29 de junio, Benavides inició su gira de agradecimiento recorriendo todos los lugares del municipio que recorrió en campaña.

## Vida personal
Benavides está casada con Óscar Parra Díaz, abogado egresado de la Facultad de Derecho de la Universidad de Colima al igual que ella, y no tienen hijos. En sus tiempos libres, ella escribe artículos para el "Correo de Manzanillo" y "Ángel Guardián" sobre diferentes temas políticos; además le gusta ir al cine, leer y hacer ejercicio en la unidad deportiva.